# Hans Posse

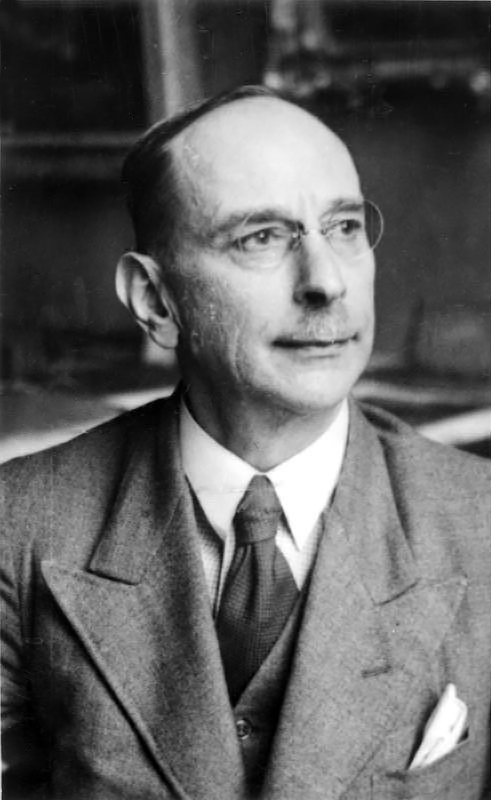
Hans Posse (1938)

Hans Posse (ur. 1879 w Dreźnie, zm. 1942 tamże) – niemiecki historyk sztuki i specjalny wysłannik Hitlera zaangażowany w tworzenie muzeum ze zrabowanych dzieł w Linzu („Führermuseum”).
W latach 1913–1942 był dyrektorem Gemäldegalerie w Dreźnie. Po dojściu nazistów do władzy Posse został na krótko usunięty z tej funkcji – powodami były jego antynazistowskie poglądy oraz nabywanie przez muzeum „zdegenerowanej” sztuki. W 1939 na stanowisko przywrócił go osobiście Hitler, który zaangażował go także w tworzenie muzeum w Linzu (jakkolwiek sam Posse był zdecydowanie przeciwny wizji sztuki współczesnej reprezentowanej przez nazistów). Posse konfiskował kolekcje (w tym zbiory należące np. do Alphonse’a Mayera i Louisa Rothschildów), które następnie trafiały do zajętego przez nazistów pałacu w Hofburgu, muzeów w Wiedniu i bądź do domu aukcyjnego Dorotheum. Po inwazji na Holandię Posse działał na terenie tego kraju jako „Referent für Sonderfragen”. W jego ręce trafiła m.in. kolekcja Fritza Mannheimera, Alegoria malarstwa Vermeera, kilka dzieł Rembrandta, prace Rubensa, Memlinga, Watteau i inne (w sumie było ich ponad 2500).
Zmarł w 1942 na raka języka. Na jego pogrzebie był m.in. Joseph Goebbels. Jego następcą na stanowiska dyrektora Gemäldegalerie oraz Führermuseum był Hermann Voss. Po ofensywie aliantów w Europie kolekcja dzieł została przeniesiona do kopalni soli Altaussee koło Salzburga.